# Kennington Oval
The Oval Cricket Ground je kriketový stadion v Londýně. Je znám také jako Kennington Oval podle čtvrti Kennington, v níž leží, nebo jako Kia Oval podle sponzorské firmy Kia. Byl otevřen v roce 1845. Sídlí v něm Surrey County Cricket Club. Má kapacitu 23 500 míst. V roce 2009 byly instalovány stožáry s umělým osvětlením. Poznávacím znamením stadionu je sousední plynojem z roku 1853, památkově chráněný jako listed building. Nedaleko stadionu se nachází stejnojmenná stanice londýnského metra.
V roce 1868 se zde hrál první mezinárodní kriketový zápas mezi Anglií a výběrem Austrálců. V roce 1880 stadion hostil historicky první utkání test cricketu, v němž Angličané hostili Austrálii. Konalo se zde mistrovství světa v kriketu v letech 1975, 1979, 1983 a 1999 a ICC Champions Trophy v letech 2004 a 2017.
V minulosti stadion hostil také zápasy v ragby, pozemním hokeji a fotbale. Hrálo se zde 5. března 1870 utkání mezi Anglií a Skotskem, které bývá označováno za první mezinárodní fotbalový zápas historie, i když FIFA je neuznává jako oficiální. Také se zde konalo první finále FA Cupu, v němž 16. března 1872 Wanderers FC porazili Royal Engineers AFC 1:0. Pohárové finále hostil The Oval celkem dvacetkrát, naposledy v roce 1892. 
V roce 1971 se zde konal rockový koncert na podporu Bangladéše, kde vystoupili mj. The Who a Rod Stewart.